# 化粧坂

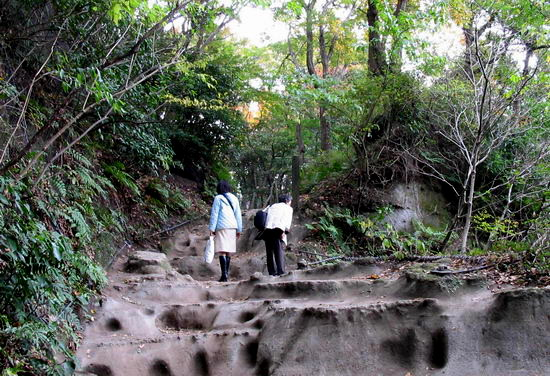
化粧坂

化粧坂（けわいざか）は鎌倉七口のひとつで、現在の神奈川県鎌倉市扇ガ谷から源氏山公園を結ぶ切通し道。仮粧坂（けはいざか）とも表記する。

## 概要
主に武蔵国の国府（現在の府中市・国分寺市）から上野国へ向かう道（鎌倉街道上道）の出口と考えられているが、鎌倉時代初期には武蔵国の東の方へ向かう鎌倉街道中道、下道もまたここを通った可能性もある。

## 名の由来
名の由来として以下のような説が伝えられている。
- 平家の大将の首を化粧し首実検したから[2]
- この辺に遊女がいたから[2]
- 険しい坂が変じたという説
- 坂の上で商取引が盛んで「気和飛坂」
- 木が多いので「木生え坂」　　　　　　　　　　など

「化粧」を「ケショウ」と読むとそれは現在の意味の通りに「白粉でお化粧」の意味であるが、古くは「ケワイ」とも読み、その場合は「身だしなみを整える」と言う意味に使われる。
その意味からは「都市」=「ハレの場」に入る境で「身だしなみを整える」と言う意味で「ケワイ（化粧）坂」、つまりは「鎌倉中」への境界である坂との意味と考えるのが自然であると言う説がある。
鎌倉以外にも「化粧坂」という地名は各地にみられ、多くは中世の国府や守護所などの近葉に見られる。その伝承の中にも境界で「身だしなみを整える」と解釈出来るものがある。

## 鎌倉時代・南北朝時代の化粧坂

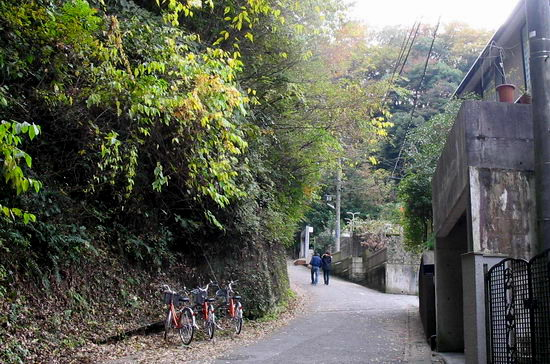
化粧坂への道

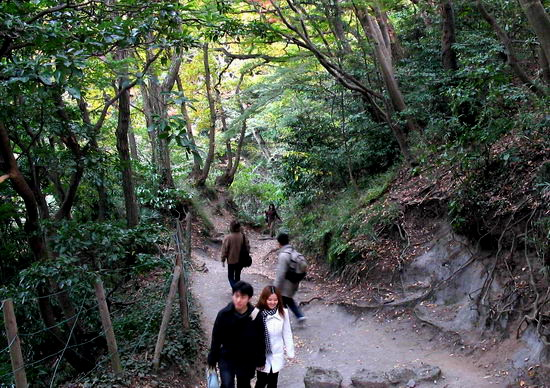
化粧坂を上から

史料上では鎌倉時代の『吾妻鏡』建長3年（1251年）12月3日の条で、「鎌倉中小町屋の事定め置かるる処々」の中に「気和飛坂山上」と出てくるのが初見である。ただし『吾妻鏡』には複数の写本があり、北条本には「乗和飛坂」とある。このことから吉田東伍の『大日本地名辞書』では「乗和」をアマノワと読み甘縄の魚町との説も出しているが、あまり賛同は得られていない。
元弘3年（1333年）の鎌倉の戦いで、新田義貞は軍勢を三つに分けて鎌倉攻略を図った。『太平記』巻十にある「鎌倉合戦の事」によれば、化粧坂方面には新田義貞本隊が当たっている。一方、鎌倉軍は金沢忠時が迎え撃った。
『梅松論』には化粧坂の名は出ないが化粧坂山上の北側の「葛原」が戦場として登場する。結局、新田義貞は軍勢が退却した極楽寺坂方面に向かうが、攻略は困難と判断して稲村ヶ崎から鎌倉に攻め入った。
以上から「葛原ヶ岡」のすぐ傍の「化粧坂」が当て字で「気和飛坂」となることによって、『吾妻鏡』・建長3年（1251年）12月3日の条にある「気和飛坂」が現在の「化粧坂」となる。
鎌倉の世界遺産登録に向けて行なわれた2000年（平成12年）度、2001年（平成13年）度の調査では、名越坂とともに、化粧坂で荼毘の跡が発見された。

## 「化粧坂」の道筋
「化粧坂」の鎌倉側の道筋について、『鎌倉市史（総説編）』（高柳光寿）では、化粧坂山頂から亀ヶ谷辻を通り、寿福寺前を曲がって現在の鶴岡八幡宮一の鳥居・太鼓橋（当時は赤橋）の前へ至る道を「鎌倉中の武蔵大路」としている。
それらを総合すると、鎌倉の中心から武蔵国の中心（府中）へ向かう道の鎌倉の内と外の境界が「化粧坂」であり、建長3年（1251年）以前から坂上には武蔵国方面の物流の拠点として今でいう市場、商店街が開かれ、賑わっていたと言うことになる。

## 「化粧坂」の現在
また鎌倉滅亡の2年前、元弘元年（1331年）の元弘の乱で捕らえられた日野俊基がこの坂上で首を切られた。明治時代になって日野俊基を祭る葛原岡神社が建てられ、現在は日野俊基の墓も建てられている。
現在は鎌倉の内側（鎌倉中）への下り坂が、1969年（昭和44年）11月29日に国の史跡に指定されているが、道の痕跡はいくつもあり、鎌倉時代にどのルートであったのかは必ずしも明らかではない。
また、その外側の道も不明であり、1882年（明治15年）の帝国陸軍のフランス式1/20000地図には梶原方面への道が一番太いが、その他に洲埼方面への尾根沿いの道、また北鎌倉方面への数本の道、また北条常盤亭方面への尾根道も記載されており、尾根道の交差点であるかのような姿となっている。